# Desde el alma (vals)
Desde el alma es un vals criollo. Fue compuesto en 1911 por la uruguaya Rosita Melo, con apenas catorce años.
Nacida en Montevideo, Uruguay, Rosa Clotilde Mele Luciano fue una compositora, pianista y concertista uruguaya.
Por este vals, y por el resto de su obra, es considerada la primera mujer compositora del género de renombre mundial.